# دا ویت (نبراسکا)
دا ویت(به انگلیسی: De Witt) شهری در ایالت نبراسکا کشور ایالات متحده آمریکا است که جمعیت آن در سرشماری سال ۲۰۱۰ میلادی، ۵۱۳ نفر بوده‌است.
این شهر در سال 1872 تاسیس شده است.